# Zapora Serre-Ponçon

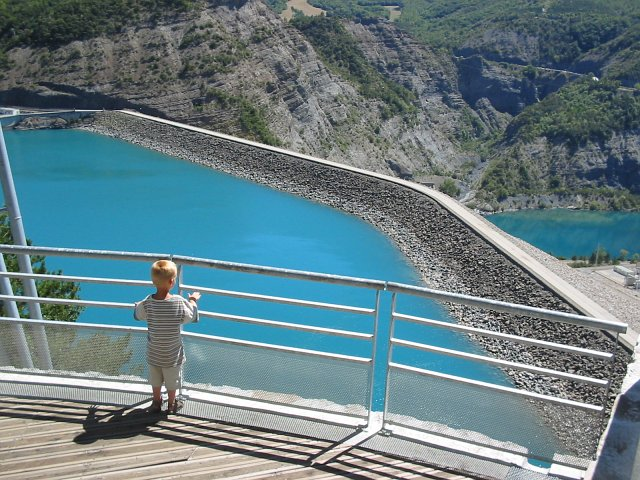
Zapora Serre-Ponçon

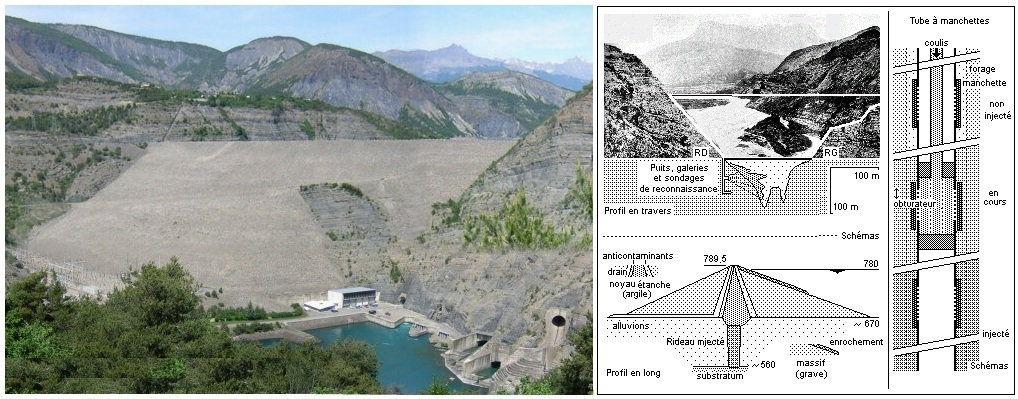
Zapora Serre-Ponçon: widok ogólny i przekroje

Zapora Serre-Ponçon (fr. barrage de Serre-Ponçon) – zapora wodna na rzece Durance w południowo-wschodniej Francji, usytuowana ok. 2 km poniżej pierwotnego ujścia do Durance rzeki Ubaye, w regionie Prowansja-Alpy-Lazurowe Wybrzeże.
Głównymi celami budowy zapory była produkcja energii elektrycznej oraz wykorzystanie wód gromadzonych w zbiorniku zaporowym dla celów irygacyjnych, celem uzupełniającym – działania retencyjne w przypadkach zagrożeń powodziowych. Projektantem zapory był inżynier Yvan Wilhelm. Zapora została wybudowana w latach 1955–1959. W wyniku spiętrzenia wód Durance i Ubaye powstało jezioro Serre-Ponçon. Piętrzenie zakończono 18 maja 1961 r.
Jest to zapora ziemna typu ciężkiego z wodoszczelnym rdzeniem i grubym kamiennym narzutem w górnej części stoku od strony wody, chroniącym korpus przed rozmywaniem na skutek falowania wody. Jej długość wynosi 600 m, wysokość 123 m (do dna rzeki 129 m), a szerokość u podstawy 650 m. Stok od strony wody ma nachylenie 20°, od strony przeciwnej 25°. Korona zapory, biegnąca na wysokości 789,5 m, jest szeroka na 9,35 m. Objętość zapory wynosi ok. 14 milionów m³, z czego 2 miliony m³ przypadają na wodoszczelny rdzeń wykonany z gliny. Pod rdzeniem wykonano wysoką na blisko 100 m, sięgającą miejscami do poziomicy 560 m n.p.m. przegrodę, utworzoną przez iniekcję różnych środków wiążących grunt. W szczytowym okresie ok. 3 tys. ludzi pracowało tu po 20 godzin na dobę, przerzucając w ciągu dniówki do 20 tys. m³ materiału. Zapora została zaprojektowana tak, by wytrzymać trzęsienie ziemi o magnitudzie 7 stopni w skali Richtera. Sumaryczna zdolność przepustowa wszystkich przepustów wynosi 3440 m³/s (w czasie powodzi z 1957 r. przepływ w dniu 14 czerwca wyniósł 1700 m³/s). Maksymalny poziom wody w jeziorze wynosi 780 m n.p.m., minimalny – 722 m n.p.m.
Zainstalowana u podnóży zapory hydroelektrownia posiada moc 380 MW i produkuje rocznie ok. 700 GWh energii elektrycznej. Powierzchnia nawadniana dzięki zaporze wynosi co najmniej 100 tys. ha.